# Sotto il Monte Giovanni XXIII
Sotto il Monte Giovanni XXIII est une commune italienne de la province de Bergame en Lombardie. 

## Toponymie
Le nom originel de la commune est Sotto il Monte. Par décret du président de la République italienne en date du 8 novembre 1963, son nom devient Sotto il Monte Giovanni XXIII en l'honneur du pape Jean XXIII (Angelo Roncalli) né en 1881 dans le territoire de la commune.

## Administration
| Période                                  | Période  | Identité          | Étiquette | Qualité |
| ---------------------------------------- | -------- | ----------------- | --------- | ------- |
| 14 juin 2004                             | En cours | Eugenio Bolognini |           |         |
| Les données manquantes sont à compléter. |          |                   |           |         |

### Hameaux
Botta, Brusicco, Fontanella, Pratolongo

### Communes limitrophes
Ambivere, Carvico, Mapello, Pontida, Terno d'Isola

### Évolution démographique
Habitants recensés

## Personnalités liées à la commune
- Angelo Giuseppe Roncalli, né en 1881 à Brusicco, une des frazioni de la commune, devenu le pape Jean XXIII en 1958 et mort en 1963, canonisé en 2014.
- Loris Francesco Capovilla, né en 1915 et mort en 2016, archevêque et cardinal, ancien secrétaire particulier de Jean XXIII, qui vécut les dernières années de sa vie retiré dans la commune.
- Roberta Bonanomi, née en 1966 dans la commune, est une coureuse cycliste.
- Imelda Chiappa, née en 1966 dans la commune, est une coureuse cycliste.